# Gu
Gu es un dígrafo del alfabeto latino compuesto por g y u, cuyo nombre es femenino (la "ge u" o la "gue", plural las "ge us" o las "gues"). En castellano, catalán, gallego, francés y portugués siempre precede a –e o –i, y representa una oclusiva velar sonora /g/. Por ejemplo en ES PT CA «guerra», y FR guerre. Equivale a gh en las lenguas italianas.

## Historia
Al igual que el dígrafo qu (también oclusiva velar pero sorda), gu sólo se usa delante de –e e –i. , a pesar de que en el resto de vocales no se dispone de la -u-. Esto tiene su origen en el latín tardío, que sufrió un proceso fonológico de palatalización de las oclusivas velares /k, g/ delante de las vocales palatales /e, i/ (lo que resulta en /kʲe, kʲi, gʲe, gʲi/). Este proceso de palatalización se da en todas las lenguas romances.

### Explicación fonológica
¿Por qué /ke, ki/ evolucionó a /θe, θi/ y /ge, gi/ a /xe, xi/? Tiene su explicación en la economía del lenguaje, es decir, cuando los sonidos más complejos se simplifican para ahorrar un esfuerzo. Los fonemas /k, g/ se pronuncian al tocar la parte posterior de la lengua con el velo (de ahí «velar»), mientras que /e, i/ se pronuncian acercando el dorso de la lengua, es decir, su parte central, al paladar duro.
Se trata de un sonido anatómicamente complejo pues la lengua debe cambiar su posición del final de la lengua al principio en un breve lapso de tiempo, lo que ocasiona que surja en medio una pequeña aproximante palatal sonora /j/ que sirve de apoyo: «¿qué?» = /kʲe/ (ya que tampoco significa que /ke, ki, ge, gi/ no existan en el castellano).